# F/A-18C Mock-up

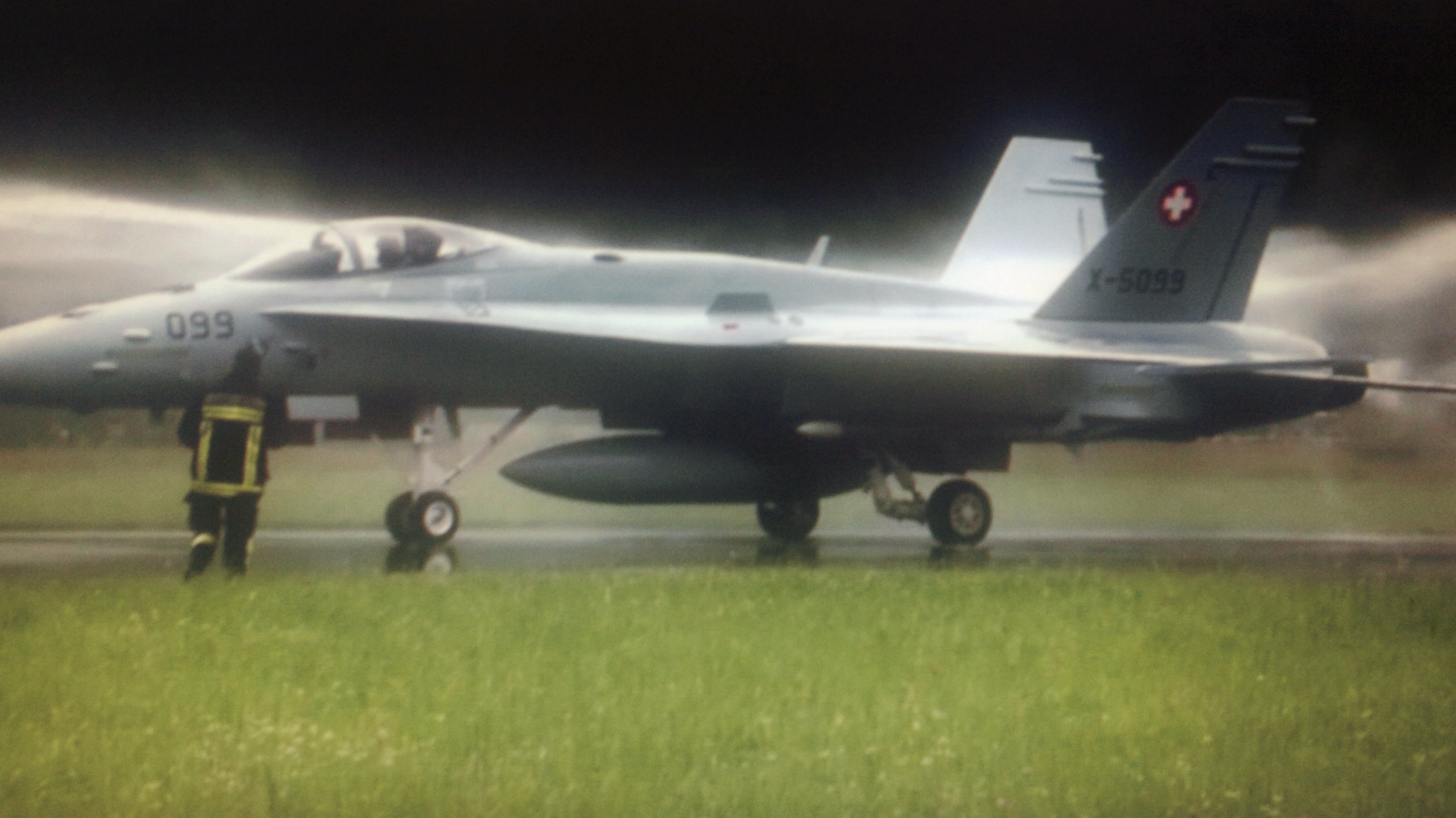
F/A-18C Mock-up mit der Kennung X-5099 in Meiringen

Das F/A-18C Mock-up (offizielle Bezeichnung der Schweizer Luftwaffe: Mobile Ausbildungsanlage Ground Operations) ist eine interaktive Trainingsvorrichtung des Schweizer Herstellers Hugo Wolf AG für die Rettungskräfte auf den Militärflugplätzen der Schweizer Luftwaffe in Form eines nicht flugfähigen Nachbaus (Mock-up) einer McDonnell Douglas F/A-18C Hornet.

## Ausgangslage und Anschaffung

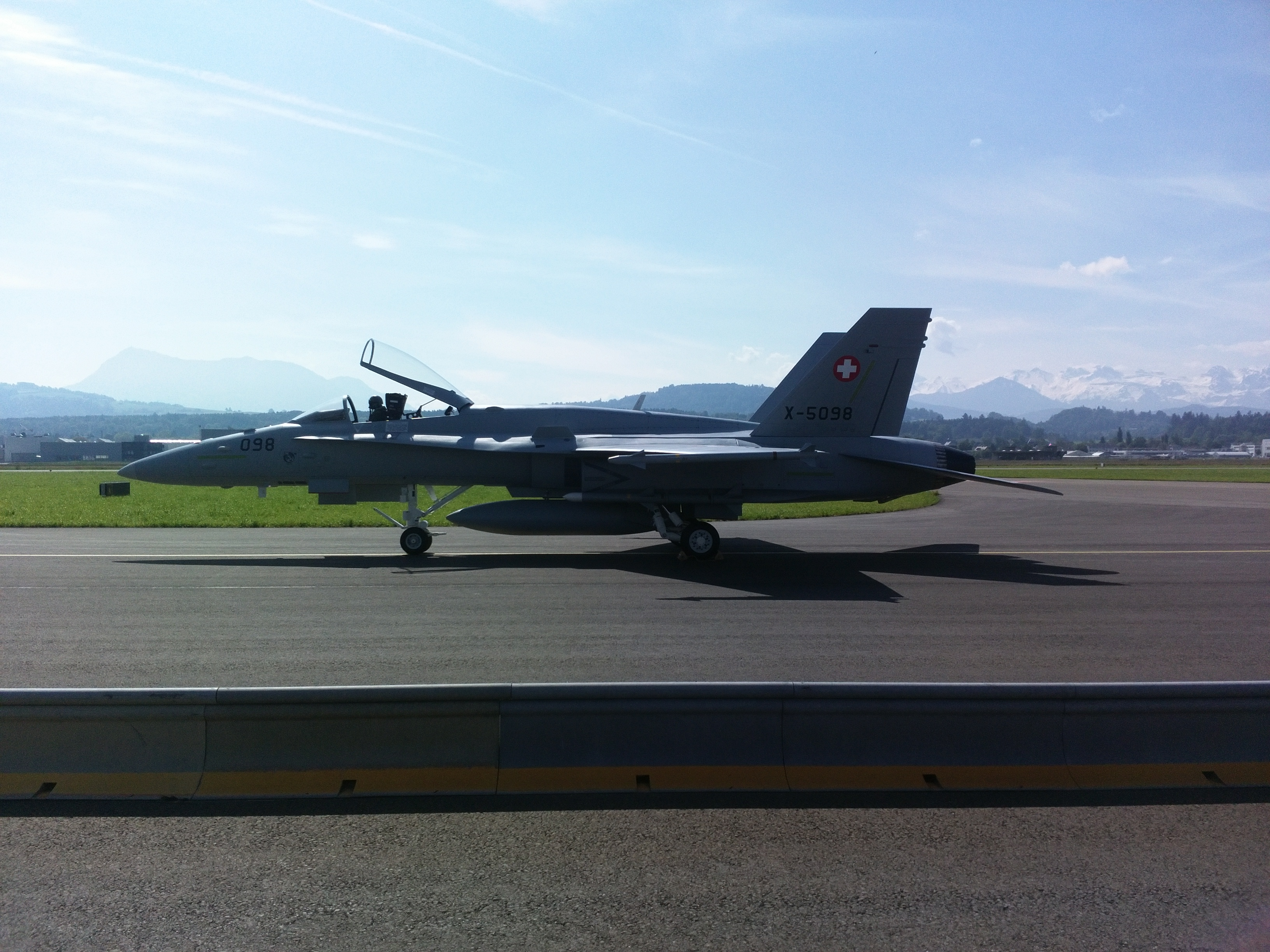
F/A-18C Mock-up mit der Kennung X-5098 in Emmen

Rettungs- und Feuerwehrübungen wurden bei der Schweizer Luftwaffe lange an Einsatzflugzeugen sowie ausgemustertem Fluggerät durchgeführt. Durch die zuletzt erhebliche Verkleinerung des Jetflugzeugbestandes sowie die geringe Stückzahl an F/A-18 (30 nach dem Verlust von vier per Stand August 2016) konnten zu diesem Zweck keine Maschinen mehr abgestellt werden. Die geplante Beschaffung einer zweiten Tranche Hornets wurde nicht umgesetzt. Beim Rückverkauf von älteren F-5E Tiger an die USA wurde in Erwägung gezogen, eine F/A-18A von der 309th Aerospace Maintenance and Regeneration Group zu kaufen. Diese Idee wurde jedoch verworfen. Die weitere Reduzierung des Tiger-Bestands, die sich daraus ergebende verstärkte Nutzung der F/A-18-Flotte sowie der Aufbau einer 24-Stunden-QRA verschärften das Problem für realistische Ausbildungen und Übungen der Bodenmannschaften. Daher wurde im Jahr 2009 ein Projekt gestartet, das 2013 in der Anschaffung des F/A-18C-Mock-up mit der Registration X-5099 resultierte. Aufgrund der positiven Erfahrung und dem Bedarf an solch einer Trainingsmöglichkeit hat die Schweizer Luftwaffe beschlossen, ein weiteres F/A-18C Mock-up zu beschaffen. X-5098 wurde im April 2017 an die Luftwaffe übergeben.

## Aufbau
Die Bauzeit für ein F/A-18C Mock-up beträgt etwa ein Jahr. Gebaut wird es von der Hugo Wolf AG als Generalunternehmerin. Die Montage erfolgt in der Schweiz, einzelne Cockpitteile kommen aus den USA.
Das Gewicht des nachgebauten Kampfjets beträgt 5,4 Tonnen. Mit einer Gesamtlänge von 17 Metern und einer Flügelspannweite von 12 Metern entspricht ein F/A-18C Mock-up genau den Massen und Umrissen einer F/A-18C. Diese basieren auf den Daten des F/A-18-Herstellers Boeing. Das Cockpit ist teilweise mit Originalinstrumenten ausgestattet, inklusive eines echten Schleudersitzes (ohne Sprengkapseln).

## Funktionen
Die mit speziellen Instrumenten zur Simulation im Rettungsbereich ausgerüstete Trainingsvorrichtung besteht zu grossen Teilen aus einer Mischbauweise aus Holz-Kompositwerkstoff. Sie verfügt über eine eigene Stromversorgung für das Funktionieren verschiedener technischer Vorrichtungen wie auch das Aufklappen des Cockpits und die Produktion von künstlichem Rauch. Per eingebautem Computer kann der Instruktor Simulationen wie Triebwerksbrand, ein überhitztes und glühendes Fahrwerk, Rauch im Cockpit oder die Bergung eines von der Piste abgekommenen Jets auslösen. Die Triebwerkattrappen können audiophon eine realistische Lärmkulisse erzeugen. Das F/A-18C Mock-up kann an allen Waffenstationen mit Übungsbewaffnung (Zusatztanks, AMRAAM-Attrappen und AIM-9-Attrappen) versehen werden. Um Treibstofflecks zu simulieren, können die internen Tanks und die externen Zusatztanks mit Wasser befüllt werden. Die Flügel lassen sich hochklappen. Bei der X-5098 wird es ausserdem zusätzliche Möglichkeiten geben: nebst am Mock-up selbst einstellbaren Szenarien lassen sich die verschiedenen Programme dann auch per Tabletcomputer fernbedient auslösen. Diese zweite, erweiterte F/A-18C Mock-up-Version hat einen Schleudersitz. Die Instrumentierung, teils mit Originalinstrumenten, unterscheidet sich in nichts vom Original. Das Bugfahrwerk kann zudem ein- und ausgefahren werden, um auch Notlandungen mit kollabierendem Fahrwerk zu simulieren. Zusätzlich zur Simulation von Lecks im externen Flügeltank sowie externen Unterrumpfzusatztank können bei dieser Attrappe auch die internen Flügeltanks mit Wasser gefüllt werden. Am Leitwerk wurden Positionslichter montiert, die Nachtübungen möglich machen. Diese zweite, stabiler gebaute Holz-Hornisse wurde mit glasfaserverstärktem Kunststoff laminiert.

## Einsatzorte
Mit der Einführung der robusteren und mit mehr Funktionen ausgerüsteten X-5098, deren Transport etwas aufwändiger ist als bei der X-5099, wird die X-5098 ausschliesslich auf dem Militärflugplatz Payerne eingesetzt. Die X-5099 kommt dann vor allem auf den anderen Jetflugplätzen der Schweizer Luftwaffe (Emmen, Meiringen und Sion) sowie dem Flughafen Zürich zum Einsatz (der Flughafen Zürich wird als alternativer Landeplatz für den Luftpolizeidienst benutzt).